# Plebada
«Plebada» es una canción grabada por el rapero dominicano El Alfa y el cantante mexicano Peso Pluma. Fue lanzada como sencillo el 8 de junio de 2023. Es la primera colaboración entre dichos cantantes.
El tema fue escrito por los cantantes junto a Chael Eugenio Betances, mientras que la producción estuvo a cargo de El Alfa y Chael Produciendo.

## Antecedentes
Tras el éxito de Pluma de su «Bzrp Music Sessions #55» con Bizarrap, una semana después, El Alfa anunció que «Plebada» se lanzaría el 8 de junio de 2023.

## Video musical
El vídeo musical se lanzó simultáneamente con el sencillo el 8 de junio de 2023 y se publicó en el canal oficial de YouTube del dominicano.

## Posicionamiento en listas
| Lista (2023)                       | Mejor posición |
| ---------------------------------- | -------------- |
| Estados Unidos (Billboard Hot 100) | 68             |
| Estados Unidos (Hot Latin Songs)   | 12             |
| Global 200 (Billboard)             | 129            |
| Nicaragua (Monitor Latino)         | 1              |